# 山西省财政税务专科学校
37°51′06″N 112°30′39″E / 37.85169°N 112.51084°E
山西省财政税务专科学校是位于山西省太原市万柏林区的一所全日制高等专科学校。

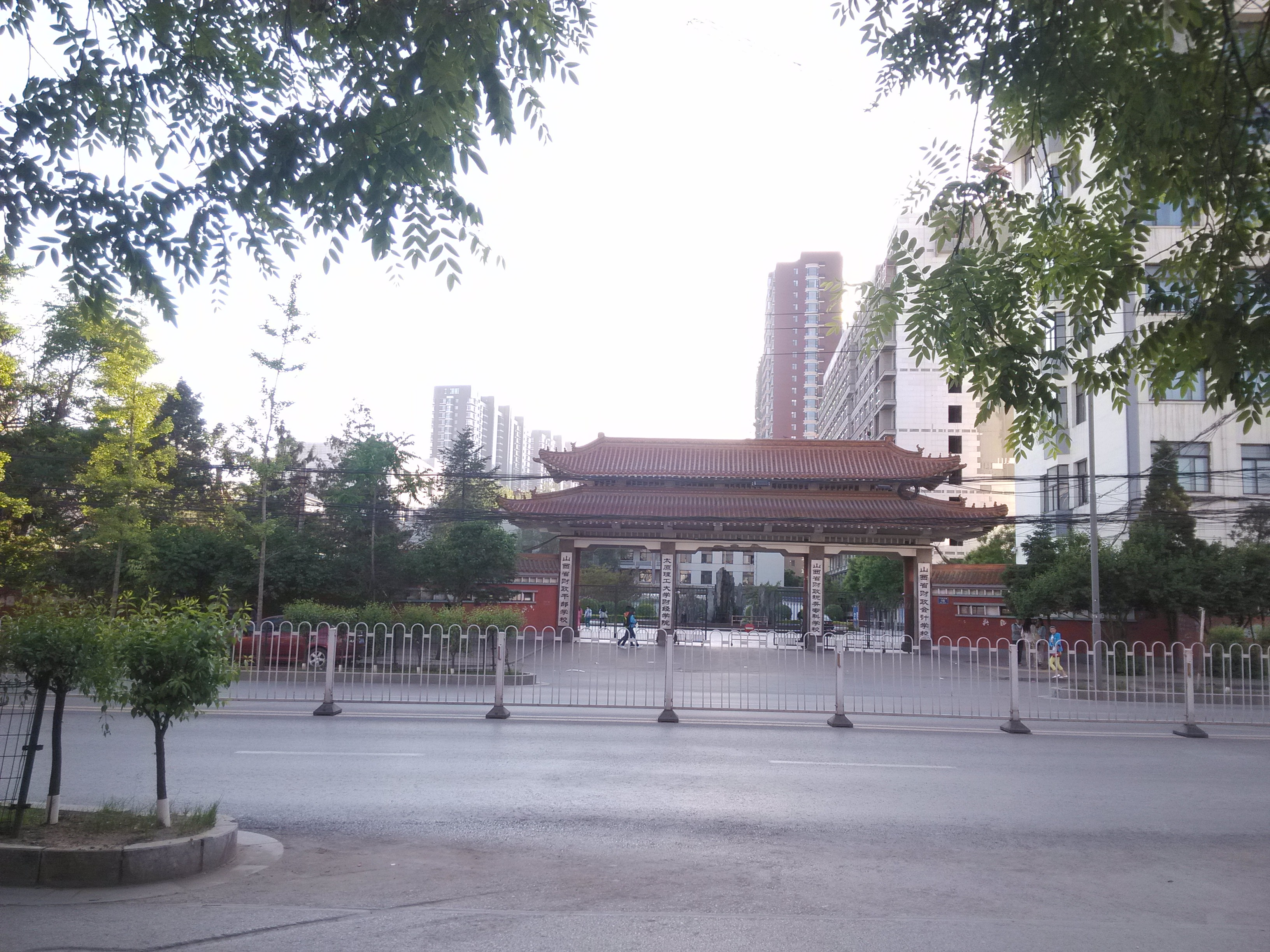
山西省财政税务专科学校正门

## 历史
学校的前身是1963年成立的山西会计学校。
- 1963年9月16日，教育部以（63）教专刘字第643号文件，批准成立山西会计学校，隶属于山西省财政厅，学制三年[2]。
- 1966年学校停办。1970年9月学校解散。
- 1979年2月15日，学校复校，同时更名为山西省会计学校，学制两年，校址在太原市南郊小店公社西桥大队。
- 1982年6月21日，山西省财贸委员会发文，将山西省财政厅干部训练班更名为山西省财政干部学校，与山西省财政会计学校合并办学，一套班子，两块牌子。
- 1983年，山西省会计学校更名为山西省财政会计学校，仍隶属于山西省财政厅，学制两年，迁至太原市河西区移村（现万柏林区千峰南路15号）。
- 1985年11月23日，山西省人民政府以（85）晋政函84号文件，批准在山西省财政会计学校的基础上成立山西省财政税务专科学校。

山西省财政会计学校的牌子保留并继续招生。学校对外三个牌子（山西省财政税务专科学校、山西省财政会计学校、山西省财政干部学校），内部一套班子。
- 2002年4月，山西省人民政府批准太原理工大学与山西省财政税务专科学校联合举办太原理工大学财经学院，山西省财政税务学校校名继续保留[3]。
- 2006年12月，该校被确定为首批28所“国家示范性高等职业院校建设计划”立项建设院校之一。
- 2009年11月，被正式批准为国家示范性高等职业院校。
- 2011年，山西省财政会计学校成建制划入山西省财政税务专科学校。
- 2015年，学校被正式认定为山西省大学生毕业学年创业培训定点机构。
- 2019年12月，被教育部、财政部列入第三类高水平学校建设单位（C档）。

## 院系设置
学校设财税学院、会计学院、金融学院、信息学院、商学院、旅游学院、马克思主义学院、公共课教学部、外语教学部、体育教学部、继续教育学院等11个教学机构，开设大数据与会计、市场营销、财税大数据应用、金融服务与管理、旅游管理、软件技术等25个专科专业。拥有国家示范校重点建设专业6个、中国特色高水平专业群2个、国家级教学改革试点专业2个、中央财政重点支持建设专业2个、省级教学改革试点专业4个；国家级精品课程4门，国家级精品资源共享课3门，国家精品在线开放课程1门，省级精品课程18门，省级精品在线开放课程3门。